# Казахстан
Казахстан (рус. Казахстан), званично Република Казахстан (рус. Республика Казахстан), држава је у средњој Азији. Површином је девета земља на свету, али већи део територија чини слабо насељена степа. На западу излази на Каспијско море. Граничи се на северу са Русијом, на истоку са Кином и на југу са Киргистаном, Узбекистаном и Туркменистаном.
Казахстан је девета држава по површини у свету, али је шездесет друга по броју становника са шест по квадратном километру. Број становника у 2006. години је износио око 15.300.000, за разлику од 1989. године када је број становника био око 16.400.000, због емиграције Руса и Поволошких Немаца.
Већи део историје простор данашњег Казахстана су насељавала номадска племена. До 16. века су се формирали Казаси као засебна група, састављена од три хорде. Руси су на овај простор први пут дошли у 18. веку, а до средине 19. века цели Казахстан је постао део Руске Империје. Након Октобарске револуције 1917. и Руског грађанског рата који је уследио, територија Казахстана неколико пута бива реорганизована да би 1936. године била основана Казашка ССР у оквиру Совјетског Савеза. Током 20. века Казахстан је био место многих совјетских пројеката, као што су Хрушчовљева "Девичанска поља", затим космодром у Бајконуру и полигон у Семипалатинску, примарна совјетска локација за тестирање нуклеарног оружја.
Казахстан је прогласио независност 16. децембра 1991. године, као последња совјетска република која је то урадила. Дотадашњи комунистички лидер Нурсултан Назарбајев постао је први и досад једини председник Казахстана. Казахстан је чланица УН, ОЕБС, СЗО, Савета туркофоних држава, Партнерства за мир, Шангајске организације за сарадњу, ОДКБ, Заједнице независних држава и Евроазијске економске уније.

## Географија
Са површином од 2,7 милиона km², Казахстан је девета држава у свету по величини и највећа од свих које немају излаз на море. Површински је приближно једнака западној Европи. Укупна дужина границе износи 12.012 km, од чега на границу са Русијом отпада 6.846 km, са Узбекистаном 2.203 km, 1.533 km са Кином, 1.051 km са Киргистаном и 379 km са Туркменистаном. Највећи градови су Алмати, Астана, Караганда, Шимкент, Атирау, Оскемен и др. Иако је највећим делом Казахстан смештен у Азији, његова територија западно од реке Урал припада европском континенту.
Казахстан је претежно низијска земља, угрубо нагнута од истока ка западу. На западу му припадају делови Прикаспијске и Туранске низије. Велики део средишњег простора чине разбијена побрђа Казашке висије висока између 300 и 900 m надморске висине. Побрђа и велики део запада земље изграђени су од старих кристаластих стена. Кристаласте стене су у низијама прекривене дебелим наносом који је настао механичким трошењем стена. Уз саму југоисточну границу се простиру високи предели у којима доминирају планински венци Тјен Шана, Алтаја, Алатауа, Каратауа и др. Највећи врх Казахстана, Хан Тенгири (7.010 m), се налази управо на Тјен Шану, на граници са Киргистаном. Планина Тјан Шан обилује и другим импозантним рељефним облицима. Један од таквих је и кањон Чарин у долини истоимене реке, дубок између 150 и 300 m. Ове планине су добрим делом грађене од вулканских стена, што значи да су врло рудоносне.

### Клима
Казахстан је изразито континентална земља која је удаљена од мора више од 2.000 km, тако да читав овај простор има изразито континенталну климу. Дневна и годишња колебања температуре су велика, а прелазна годишња доба (пролеће и јесен) нису посебно изражена. Прелази из хладнијег у топлији део године и обрнуто су доста нагли. Зиме су сурове и веома хладне. Температуре у јануару падају и испод -20 °C. Лета су доста топла. Температуре у овом периоду досежу и 30 °C, али су ноћи и у ово летње доба доста хладне. Како је Казахстан добро ограђен високим планинама са истока и југа, ваздушне масе до њега доспевају као суве. Због тога велики део земље има мало падавина. Равничарски предели немају нигде више од 300 mm падавина, док у пустињама количина падавина не премашује 200 mm. Само планинске области имају годишње више од 1.000 mm падавина. У Кепеновој класификацији клима доминира суви степски климат (БС), а посебно на југу земље је присутан и пустињски климат (BW). Са повећањем надморске висине јавља се и бореална (Дф), те клима тундре (ЕТ).

### Воде
С обзиром на веома мале количине падавина, у земљи нема велики број река. Највећа је Сир Дарја, која се улива у Аралско језеро. Казахстану припада и горњи ток Иртиша и доњи ток Урала. Језера су већином слана, па им је економски значај мали. Највећа језера су Балхашко и Аралско, којег Казахстан дели са Узбекистаном, а такође му припада и део Каспијског, највећег језера на свету. Осим ових постоји велик број површински мањих језера попут Зајсанског, Тенгишког, Алаколског и др. Воде свих већих река се користе за натапање засејаних површина. Без наводњавања не би било интензивне пољопривреде. Обиље подземних артешких вода веома се користи за све видове водоснабдевања.
Педолошка карта Казахстана је једноставна. Северни део земље прекрива плодни чернозем, средишњи смеђа, доста неплодна полупустињска тла, док су на југу типичне пустиње. Управо овакви педолошки услови и оскудица у води учинили су да је у земљи развијен врло оскудан биљни свет. У планинским просторима су заступљене шуме, али оне обухватају мање од 5% површине. Сви остали делови Казахстана су травнате степе и пустиње.

### Национални паркови
У Казахстану постоји 10 националних паркова:
| Име                        | Основан | Величина () | Слика                      |
| -------------------------- | ------- | ----------- | -------------------------- |
| Бајанаул                   | 1985.   | 68.453      |                            |
| Национални парк Иле-Алатау | 1996.   | 199.703     |                            |
| Национални парк Алтин-Емел | 1996.   | 161.153     | Национални парк Алтин-Емел |
| Национални парк Кокшетау   | 1996.   | 112.120     |                            |
| Каркаралин                 | 1998.   | 112.120     | Национални парк Алтин-Емел |
| Бурабај                    | 2000.   | 83.511      | Национални парк Алтин-Емел |
| Катон-Карагај              | 2001.   | 643.477     |                            |
| Чарин                      | 2004    | 127.050     |                            |
| Сајрам-Угамск              | 2006.   | 149.053     |                            |
| Кољсајска језера           | 2007.   | 161.045     |                            |

## Историја

### Казашки канат
Казахстан је био насељен још од каменог доба. Клима и рељеф ове област су били погодни за сточарство. Историчари верују да је коњ први пут припитомљен управо у степама Евроазије. Како су градови Тараз и Хазрат-е Туркестан служили као важне станице на Путу свиле, који је повезивао исток и запад, ово подручје добија велики стратешки значај, када су га у 13. веку освојили Монголи. Под Монголским царством, ово подручје је подељено на покрајине, које су после постале део Казашког каната.
У овом периоду је номадски начин живота уско повезан са сточарством наставио да преовлађује међу становништвом у степама. У 15. веку се почиње издвајати засебан казашки идентитет међу турским племенима овог подручја, а средином 16. века овај је процес и завршио стварањем посебног казашког језика, културе и привреде. Ипак, ово подручје је било поприште честих сукоба између казашких емира и персијских народа са југа. Почетком 17. века Казашки канат се суочио са великим ривалством међу његовим племенима, што је за последицу имало поделу његовог становништва у 3 хорде: Велику, Средњу и Малу. Политичка разједињеност, ривалство међу племенима и важан положај између истока и запада су фактори који су слабили Казашки канат.
Током 17. века чести су сукоби Казаха са Ојратима, савезом западних монголских племена, међу којима су Џунгари били најагресивнији. Почетак 18. века је период када је Казашки канат доживио свој врхунац. У овом периоду је Мала хорда учествовала у рату против Џунгара од 1723. до 1730. године, који је попраћен великом инвазијом овог племена на казашке територије. Под вођством Абул Каир Кана Казаси су победили у овом рату. Кључне битке су биле на реци Буланти 1726. године и битка код Анракаја 1729. године. Аблај Кан је такође учествовао у многим биткама против Џунгара, те је проглашен за народног хероја. Казаси су такође били жртве честих напада Калмика са Волге.

### Руска Империја
У 19. веку Руска Империја се ширила, између осталог и у централној Азији. То је био период „Велике игре“ који је трајао скоро пуних 100 година, од 1813. до 1907. године када је потписан Англо-руски споразум. Руски цареви су тада владали већим делом територија данашњег Казахстана.
Руска Империја је успоставила нови систем администрације и повећавало број својих војних трупа и касарни у централној Азији у тзв. „Великој игри“ између њих и Британске Империје. Руски језик је био форсиран у свим школама и у администрацији. Ове мере су довеле до јаког отпора међу казашким становништвом, првенствено због нарушавања традиционалног номадског начина живота и појаве глади међу овдашњим племенима. Тако се развио казашки национални покрет у касним 1800-тим, који је имао за свој примарни циљ очување казашког језика и идентитета насупрот покушајима Русије да их асимилира.
Од 90-их година 19. века па надаље тече интензивније насељавање руског становништва на територију данашњег Казахстана, посебно у провинцију Семиречје. Тај тренд се још и повећао након изградње железнице Оренбург-Ташкент, која је завршена 1906. године. Ова досељавања надзирала је Пресељеничка управа, са седиштем у Санкт Петербургу.
Ривалство у борби за земљу и воду између Казаха и новопридошлог становништва се све више заоштравало у последњим годинама царске Русије, што је кулминирало устанком из 1916. године. Казаси су напали руске и козачке досељенике и војне трупе. Устанак је резултовао великим бројем жртава и масакара са обе стране. Руска освета је била немилосрдна. 300.000 Казаха је морало избећи у планине или суседну Кину. Када се следеће године око 80.000 њих вратило, већина их је била побијена од стране царске војске. За време 1921. и 1922. године од глади је умрло око милион Казаха.

### Казашка ССР
Иако је за кратко време успостављена Алашка аутономија (1917—1920), ово је био веома буран период праћен многим устанцима и побунама, које су брутално угушене, те су Казаси ипак дошли под совјетску управу. Простор данашњег Казахстана је 1920. године постао аутономна република унутар Руске СФСР.
Совјетска репресија над традиционалном елитом заједно са форсирањем колективизације у касним 30-им довела је до велике глади. Између 1926. и 1939. године број становника Казахстана је опао за 22% услед глади, насиља и емиграције. Процене су да би данас Казахстан бројао близу 20 милиона становника да у том периоду није било глади и масакра над казашком популацијом. Током 30-их година многи водећи казашки писци, мислиоци, песници, политичари и историчари су ликвидирани по Стаљиновој наредби, а све у циљу сузбијања казашког идентитета и културе. Комунистички систем је чинио велик напор да интегрише Казахстан у совјетски систем. Казахстан је постао совјетска република 1936. године. У овом периоду на његову територију се присилно досељава велики број људи из других делова Совјетског Савеза. Већина депортација у Совјетском Савезу су вршене у правцу Сибира и Казахстана, а оне су често вршене само на основу етничке или религијске припадности тих људи. Неретко су они доспевали у велике совјетске радне логоре, као што је Алжир у околини Астане, који је био резервисан за жене људи који су сматрани за народне непријатеље.
У току Другог светског рата Казашка Совјетска Социјалистичка Република је дала 5 националних дивизија Црвеној армији, војсци Совјетског Савеза. Две године након завршетка Другог светског рата основана је главна совјетска локација за тестирање нуклеарног оружја, полигон у Семипалатинску.
У периоду Другог светског рата се форсира индустрија и рударство, а све због ратних потреба. Но, у време Стаљинове смрти економија ове републике је и даље била базирана на пољопривреди. Никита Хрушчов је 1953. године покренуо амбициозни програм „Девичанска поља“, који је имао за циљ да простране степе, које су углавном користиле за испашу стоке, претвори у житородне оранице. Овај пројекат је донео половичне резултате. Међутим, заједно са каснијом модернизацијом коју је увео следећи совјетски лидер Леонид Брежњев, довео је до развоја пољопривредног сектора, од кога је директно зависио велики број становника. Казаси су 1959. године чинили тек 30% становништва, док су етнички Руси били најбројнији са 43% становништва Казашке ССР.
Растуће напетости у совјетском друштву резултовале су све чешћим захтевима за политичким и привредним реформама. Главни узрок тога је свакако одлука Лаврентија Берије да тестира атомску бомбу на територију Казашке ССР у Семипалатинску 1949. године. Ово је имало за последицу еколошку катастрофу и биолошки утицај на наредне генерације, што је свакако појачало бес Казаха против совјетског режима.
У децембру 1986. године избиле су масовне демонстрације казашке омладине на улицама Алма Ате, назване још и Желтоксан, које су имале за циљ смену Првог секретара Казашке ССР Динмухамеда Конајева и Руске СФСР Генадија Колбина. Владине снаге су сузбиле немире. Неколико људи је смртно страдало, а многи од демонстраната су ухапшени. За време совјетске владавине незадовољство је стално расло, те је напокон потпуно дошло до изражаја у време политике Михаила Горбачова, која се називала гласност.

### Независност
У периоду када су све совјетске републике тражиле већи степен аутономије, Казахстан проглашава суверенитет као република у оквиру Совјетског Савеза у октобру 1990. године. Након пропалог покушаја државног удара у Москви у августу 1991. и распада Совјетског Савеза након тога, Казахстан је прогласио независност 16. децембра 1991. године, као последња совјетска република која је то учинила.
Следеће године су биле обележене значајним реформама везаним за транзицију социјалистичке економије у нови капиталистички систем. Под вођством Нурсултана Назарбајева, који се 1989. године појавио као лидер Комунистичке партије Казахстана и две године касније победио на изборима за председника Казахстана, ова држава је остварила значајан напредак у развоју тржишне економије. Од 2000. године уследио је још бржи привредни раст, првенствено захваљујући великим резервама нафте, гаса и минералних руда.
Демократија, међутим, није остварила велики замах. У јуну 2007. године парламент је изгласао закон који председнику Назарбајеву омогућује доживотну политичку моћ и привилегије, као што је могућност поновног избора за председнички мандат, правосудни имунитет и велики утицај на унутрашњу и спољну политику. Критичари тврде да је тиме он постао де факто доживотни председник.
Назарбајев је у протеклих 10 година своје владавине учинио неколико контроверзних потеза, као нпр. цензура медијске расправе о неким спорним законима, блокирање опозиционих веб страница, забрана вехабијског покрета и одбијање захтева да се гувернери 14 провинција бирају директно на изборима, уместо да их поставља председник.

## Политика
Званично, Казахстан је демократска, секуларна, уставна унитарна република; Нурсултан Назарбајев је водио земљу од 1991. до 2019. Наследио га је Касим-Жомарт Токајев. Председник може да стави вето на закон који је усвојио парламент и такође је врховни командант оружаних снага. Премијер председава кабинетом министара и служи као шеф владе Казахстана. У кабинету су три потпредседника владе и шеснаест министара.
Казахстан има дводомни парламент који се састоји од Мажилиса (доњег дома) и сената (горњег дома). Једномандатни окрузи народно бирају 107 места у Мажилису; има и десет чланова изабраних гласањем по партијској листи. Сенат има 48 чланова. По два сенатора бира свака од изабраних скупштина (меслихата) шеснаест главних административних јединица Казахстана (четрнаест региона плус градови Астана, Алмати и Шимкент). Председник именује преосталих петнаест сенатора. И посланици Мајилиса и влада имају право законодавне иницијативе, иако влада предлаже већину закона које парламент разматра.
2020. године Freedom House је оценио Казахстан као „консолидовани ауторитарни режим”, наводећи да се слобода говора не поштује и да „изборни закони Казахстана не предвиђају слободне и поштене изборе”.

### Политичке реформе
Реформе су почеле да се спроводе након избора Касим-Жомарта Токајева у јуну 2019. Токајев подржава културу опозиције, јавног окупљања и поједностављење правила о формирању политичких партија. У јуну 2019. године, на иницијативу председника Казахстана Касима-Џомарта Токајева, основан је Национални савет јавног поверења као платформа на којој шире друштво може да разговара о различитим погледима и ојача национални разговор о владиним политикама и реформама. Председник Казахстана је у јулу 2019. најавио концепт „државе слушања“ која брзо и ефикасно одговара на све конструктивне захтеве грађана земље. Биће усвојен закон који ће представницима другиһ странака омогућити да председавају неким скупштинским одборима, како би гајили алтернативне ставове и мишљења.  Минимални праг чланства потребан за регистрацију политичке странке биће смањен са 40.000 на 20.000 чланова. Биће додељена посебна места за мирне скупове у централним деловима и донеће се нови нацрт закона којим ће се прецизирати права и обавезе организатора, учесника и посматрача. У настојању да повећа јавну безбедност, председник Токајев је појачао казне за оне који почине злочине против појединаца.
Токајев је 17. септембра 2022. потписао декрет којим се председнички мандат ограничава на један мандат од седам година. Он је даље најавио припрему новог реформског пакета за децентрализацију и дистрибуцију власти између владиних институција, као што су министарства и регионални шефови. Пакет реформи такође настоји да модификује изборни систем и повећа овлашћења за доношење одлука у регионима Казахстана. Овлашћења парламента су проширена на рачун председникових овлашћења, чијим рођацима је такође забрањено да буду на државним функцијама, а обновљен н је Уставни суд и укинута смртна казна.

## Култура

### Становништво
Према посљедњем попису становништва, одржаном од 28. фебруара до 6. марта 2009. године, Казахстан има 16.402.861 становника.
Најбројнији етничка група су Казаси који чине 67% становништва и Руси са 21%. Такође постоји и значајан број других етничких група као што су Татари, Украјинци, Узбеци, Белоруси, Ујгури, Азери, Пољаци и др. Неке од мањина попут Немаца (Поволшки Немци), Украјинаца, Корејаца, Курда, Чечена, Мешкетијских Турака и политички неподобних Руса су биле присилно депортоване на територију Казахстана, у периоду 30-их година 20. века, за време Стаљинове владавине СССР-ом. Неки од највећих Стаљинових радних логора су направљени баш у овој републици.
Значајно досељавање Руса је настављено и за време владавине Хрушчова, најпре због пројекта „Девичанских поља“ и изградње космодрома у Бајконуру. Овде постоји и мала, али активна јеврејска заједница. Пре 1991. године, у Казахстану је било и око милион Немаца, од којих се већина одселила у Немачку након распада Совјетског Савеза. И већина Понтских Грка је емигрирала у Грчку. У касним 30-им, хиљаде Корејаца Совјетског Савеза је пресељено у централну Азију. Они су познати и под именом Корјо-сарам.
Казахстан је двојезична држава. Казашки језик, који говори 64% популације, има статус државног језика, док је руски, којег знају готово сви Казахстанци, проглашен за службени језик, коришћен најчешће у пословним активностима. У школама постоје паралелни разреди на руском и казашком језику.
Деведесете године протеклог века су обележене великим одсељавањем Руса и Поволшких Немаца. То је процес који је започео већ у 70-им годинама. Поред вишег природног прираштаја и досељавања из суседне Кине, Русије и Монголије етничких Казаха, он је главни фактор који је довео до ситуације у којој су Казаси двотрећинска већина у земљи.
Почетком овог миленијума, Казахстан је постао једна од водећих земаља по броју међународних усвојења деце. То је подстакло неке озбиљне расправе у њиховом парламенту, првенствено због забринутости око третирања те деце у иностранству и проблема ниског степена насељености у земљи.

### Највећи градови
| Алмати Нур Султан Шимкент Караганда | 1.  | Алмати        | Алмати                     | 1.422.354 | Актобе Тараз Павлодар Оскемен |
| Алмати Нур Султан Шимкент Караганда | 2.  | Нур Султан    | Нур Султан                 | 684.479   | Актобе Тараз Павлодар Оскемен |
| Алмати Нур Султан Шимкент Караганда | 3.  | Шимкент       | Јужноказахстанска област   | 625.110   | Актобе Тараз Павлодар Оскемен |
| Алмати Нур Султан Шимкент Караганда | 4.  | Караганди     | Карагандинска област       | 496.173   | Актобе Тараз Павлодар Оскемен |
| Алмати Нур Султан Шимкент Караганда | 5.  | Актобе        | Актјубинска област         | 387.945   | Актобе Тараз Павлодар Оскемен |
| Алмати Нур Султан Шимкент Караганда | 6.  | Тараз         | Жамбилска област           | 327.180   | Актобе Тараз Павлодар Оскемен |
| Алмати Нур Султан Шимкент Караганда | 7.  | Павлодар      | Павлодарска област         | 321.815   | Актобе Тараз Павлодар Оскемен |
| Алмати Нур Султан Шимкент Караганда | 8.  | Оскемен       | Источноказахстанска област | 306.588   | Актобе Тараз Павлодар Оскемен |
| Алмати Нур Султан Шимкент Караганда | 9.  | Семеј         | Источноказахстанска област | 303.878   | Актобе Тараз Павлодар Оскемен |
| Алмати Нур Султан Шимкент Караганда | 10. | Костанај      | Костанајска област         | 215.346   | Актобе Тараз Павлодар Оскемен |
| Алмати Нур Султан Шимкент Караганда | 11. | Орал          | Западноказахстанска област | 210.128   | Актобе Тараз Павлодар Оскемен |
| Алмати Нур Султан Шимкент Караганда | 12. | Петропавловск | Северноказахстанска област | 203.192   | Актобе Тараз Павлодар Оскемен |
| Алмати Нур Султан Шимкент Караганда | 13. | Кизилорда     | Кизилординска област       | 195.838   | Актобе Тараз Павлодар Оскемен |
| Алмати Нур Султан Шимкент Караганда | 14. | Атирау        | Атирауска област           | 178.474   | Актобе Тараз Павлодар Оскемен |
| Алмати Нур Султан Шимкент Караганда | 15. | Темиртау      | Карагандинска област       | 176.588   | Актобе Тараз Павлодар Оскемен |
| Алмати Нур Султан Шимкент Караганда | 16. | Актау         | Мангистауска област        | 172.904   | Актобе Тараз Павлодар Оскемен |
| Алмати Нур Султан Шимкент Караганда | 17. | Туркестан     | Јужноказахстанска област   | 146.449   | Актобе Тараз Павлодар Оскемен |
| Алмати Нур Султан Шимкент Караганда | 18. | Кокшетау      | Акмолинска област          | 137.214   | Актобе Тараз Павлодар Оскемен |
| Алмати Нур Султан Шимкент Караганда | 19. | Талдикорган   | Алматинска област          | 126.944   | Актобе Тараз Павлодар Оскемен |
| Алмати Нур Султан Шимкент Караганда | 20. | Екибастуз     | Павлодарска област         | 126.538   | Актобе Тараз Павлодар Оскемен |

### Традиционална кухиња Казахстана
Због номадске традиције Казаха, као и код осталих народа централне Азије, главна јела су у великој мери прављена од меса а мање од воћа и поврћа. Најпознатије јела су бешбармак, манти, куридак. Као у осталим државама бившег Совјетског Савеза и у Казахстану је веома популаран боршч, и у Казахстану се највише пије чај, муслимани конзумирају и кумис.
- Манти
- Халал јело и кумис
- Куридак
- Бешбармак

### Терминологија
Термин Казахстанци (каз. qazaqstandyqtar, рус. казахстанцы) се употребљава за све становнике Казахстана, укључујући и оне који нису етнички Казаси. Реч Казах означава оне људе који имају стварно казашко порекло и припадају тој етничкој групи, укључујући и оне који живе у Кини, Авганистану, Турској, Узбекистану и многим другим државама.
Етноним Казах је изведеница из турске речи за независност, слободу духа. Он има своје корене у казашкој култури, у којој велику улогу играју коњи, па је и повезан са термином Козак. Староперсијска реч -стан означава земљу или место, тако да Казахстан у преводу значи „земља Казаха“.
Преименовање државе
У фебруару 2014. председник Назарбајев предложио је још једну радикалну промену у држави. Да би држава имала бољу препознатљивост од осталих централно-азијских „Стана“ и привукла веће инвестиције, предложио је да се земља назове Казах ели, што на казахском језику значи Земља Казаха. Наводно ће се о томе изјаснити грађани на референдуму.

### Религија
Ислам је најраспрострањенија религија у Казахстану, а прати је Православље. Након деценија репресије под Совјетским Савезом, независност је донела потребу за обнављањем казашке културе делимично и кроз религију. Пуно признавање верских слобода је довело до великог раста активних верника. У следећим годинама је грађено стотине џамија, цркви, синагога и других верских објеката, повећавши њихов број са 670 на 4.170. У Казахстану су православни Божић као и муслимански Курбан Бајрам државни празници.
Етнички Казаси који чине преко 2/3 становништва, заједно са Узбецима, Ујгурима и Татарима су сунитски муслимани Ханефијског мезхеба. Мање од 1% су припадници Шафијског мезхеба (углавном Чечени). Јужни делови земље су места највеће концентрације муслиманских вјерника. Казахстан има око 2.300 џамија и оне су све повезане са „Духовном Заједницом Муслимана Казахстана“, на челу са врховним муфтијом. Због саме природе Казаха (вековни номадски живот у степама) Ислам није практикован као у сусједном Узбекистану или Таџикистану.
Близу трећина становништва су православци, и то углавном етнички Руси, Украјинци и Белоруси. Остале хришћанске групе обухватају римокатолике, гркокатолике, баптисте и протестанте. Постоји 258 православних цркава, 93 католичке и око 50 протестантских. Остале религије присутне у Казахстану су јудаизам, харе кришна и будизам.

### Празници
Поред наведених значајних празника (нерадни дани), Казахстан има и остале празнике који обележавају неке професије (дан геолога, дан металурга,...)
| Датум           | Назив                               | Напомене                              |
| --------------- | ----------------------------------- | ------------------------------------- |
| 1. и 2. јануар  | Нова година                         | државни празник                       |
| 7. јануар       | Божић                               | верски празник за православне вернике |
| 8. март         | Међународни дан жена                | државни празник                       |
| 21-23. март     | Новруз                              | државни празник                       |
| 1. мај          | Празник јединства народа Казахстана | државни празник                       |
| 7. мај          | Дан отаџбине                        | државни празник                       |
| 9. мај          | Дан победе                          | државни празник                       |
| 6. јул          | Дан престолнице - Астане            | државни празник                       |
| 30. август      | Дан конституције Казахстана         | државни празник                       |
| 21. октобар     | Курбан Бајрам                       | верски празник за муслимане           |
| 1. децембра     | Дан првог председника               | државни празник                       |
| 16-17. децембра | Дан независности                    | национални празник                    |

## Привреда
Након транзицијске привредне кризе у деведесетима, аналогне онима у другим пост-комунистичким земљама, Казахстан доживљава привредни препород утемељен на искориштавању налазишта нафте. Земља има и јак пољопривредни сектор. БДП је у 2003. био 6.300 УСД по глави становника мерено по ППП-у.
У Казахстану се налази космодром Бајконур, средиште совјетског свемирског програма, тренутно изнајмљен Русији.

## Административна подела
Казахстан је подељен на четрнаест области и три града* од републичког значаја:
| Р. бр. | Грб | Област                     | Административни центар | Површина | Број становника |
| ------ | --- | -------------------------- | ---------------------- | -------- | --------------- |
| 1      |     | Карагандинска област       | Караганди              | 428.000 km² | 1.411.700       |
| 2      |     | Источноказахстанска област | Оскемен                | 283.300 km² | 1.530.800       |
| 3      |     | Алматинска област          | Талдикорган            | 224.000 km² | 1.589.200       |
| 4      |     | Жамбилска област           | Тараз                  | 144.000 km² | 983.900         |
| 5      |     | Јужноказахстанска област   | Шимкент                | 118.600  | 1.976.700       |
| 6      |     | Кизилординска област       | Кизилорда              | 226.000 km² | 596.300         |
| 7      |     | Актјубинска област         | Актобе                 | 300.600 km² |                 |
| 8      |     | Кустанајска област         | Кустанај               | 196.000 km² | 1.019.600       |
| 9      |     | Северноказахстанска област | Петропавловск          | 123.200 km² | 725.900         |
| 10     |     | Акмолинска област          | Кокшетау               | 121.400 km² | 835.700         |
| 11     |     | Павлодарска област         | Павлодар               | 124.800 km² | 743.800         |
| 12     |     | Западноказахстанска област | Орал                   | 151.300 km² | 609.100         |
| 13     |     | Атирауска област           | Атирау                 | 118.600  | 439.900         |
| 14     |     | Мангистауска област        | Актау                  | 118.600  |                 |

Сваком облашћу управља аким (гувернер) ког бира председник Казахстана.